# Verpreußung

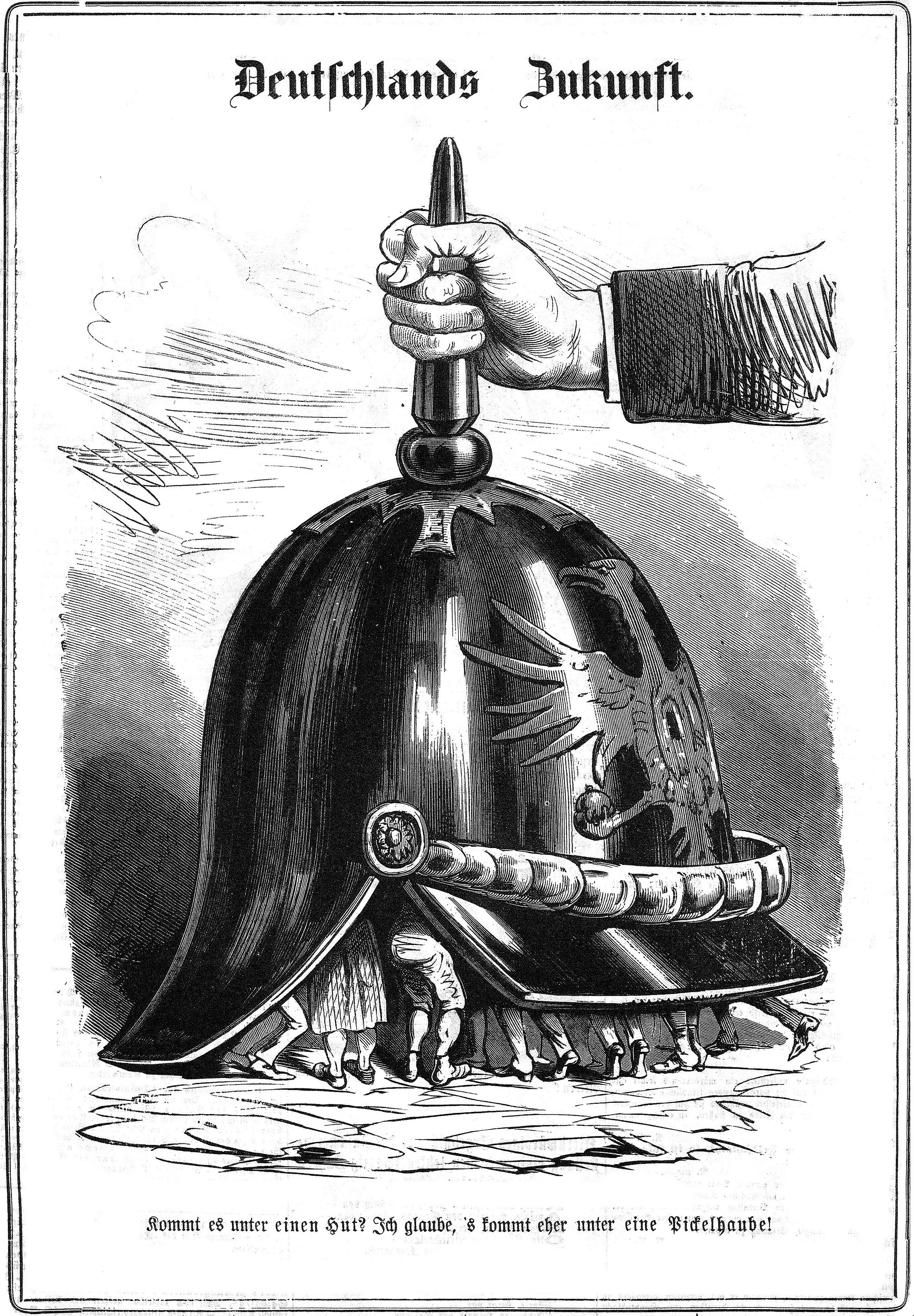
Eine sich unter preußischer Vorherrschaft abzeichnende deutsche Reichsgründung kommentierte das österreichische Satiremagazin Kikeriki 1870.

Als Verpreußung (des Reichs) wird der dominierende Einfluss Preußens im Deutschen Reich bezeichnet, mit einem ersten Höhepunkt in der Kaiserzeit.
Der Gliedstaat Preußen war in Hinblick auf sein politisches Stimmgewicht, die personelle Verflechtung der politischen Ämter, die Fläche und die Einwohnerzahl Hegemonialmacht im deutschen Bundesstaat.
Das Preußentum strahlte in der Folgezeit auch auf die anderen deutschen Staaten aus. In der Regierungszeit Wilhelms II. verengte sich die preußische Prägung zunehmend auf den Militarismus (Wilhelminismus, Borussianismus). In Süddeutschland, besonders im Königreich Bayern und insbesondere im 1871 annektierten Elsaß-Lothringen stieß die preußische Dominanz auf wenig Gegenliebe, was beispielsweise 1902 mit der Reaktion auf die Swinemünder Depesche und 1913 in der Zabern-Affäre offen zu Tage trat. Auch einige politische Parteien übten Kritik an der Verpreußung Deutschlands, so bemerkte der SPD-Politiker August Bebel, die kleindeutsche Lösung sei eine großpreußische.
Auch in der Außenwahrnehmung herrschte vor allem in der ersten Hälfte des 20. Jahrhunderts eine negative Sichtweise auf die Rolle Preußens im Kaiserreich vor. Nach dem Zweiten Weltkrieg ging der Alliierte Kontrollrat im Kontrollratsgesetz Nr. 46 von 1947 davon aus, dass Preußen „seit jeher Träger des Militarismus und der Reaktion in Deutschland“ gewesen sei und stützte sich damit auf eine Lehrmeinung der Zeit, die eine direkte Entwicklungslinie zwischen wilhelminisch-preußischem Militarismus und dem Nationalsozialismus sah.